# Summer, Kind of Wonderful
"Summer, Kind of Wonderful" é o 19º episódio da série de televisão da The CW, Gossip Girl, é o episódio de estréia da segunda temporada da série. O episódio foi escrito por Joshua Safran e dirigido por J. Miller Tobin. Foi originalmente exibido na segunda-feira, 1 de setembro de 2008 na The CW.
"Summer, Kind of Wonderful" estreia nos Hamptons com o verão quase chegando ao fim. Serena van der Woodsen (Blake Lively) passa o verão tentando sair de seu relacionamento anterior com Dan Humphrey (Penn Badgley), quem também tem dificuldade de avançar ao ponto de afetar seu estágio com um autor famoso. Chuck Bass (Ed Westwick) aguarda a chegada de Blair Waldorf (Leighton Meester) de sua viagem à Europa, mas a encontra já em um novo relacionamento com James Schuller (Patrick Heusinger), que está escondendo seus próprios segredos de Blair. Nate Archibald (Chace Crawford) usa sua falsa relação com Serena para esconder seu caso com uma mulher mais velha e casada chamada Catherine Mason (Mädchen Amick), enquanto Jenny Humphrey (Taylor Momsen) se encontra fazendo estágio em Eleanor Waldorf Designs, posteriormente reconciliando com Eric van der Woodsen (Connor Paolo) para impressionar seu chefe.

## Enredo
O verão está chegando ao fim nos Hamptons. Serena e Nate enganam a todos, fazendo-os pensar que eles são um casal para esconder o fato de que Nate tem se encontrado com uma mulher mais velha e casada e Serena ainda está lamentando o fim do namoro com Dan. Blair retorna do exterior na companhia de um garoto maravilhoso, deixando Chuck com muito ciúme e se perguntando se tomou a decisão certa ao deixar Blair. Dan passou o verão como assistente de um famoso escritor, mas decide voltar aos Hamptons para descobrir como estão as coisas com Serena após terem passado o verão separados. Enquanto trabalha na empresa de Eleanor Waldorf, Jenny consegue um convite para a disputadíssima Hamptons' White Party, em que Eric a apresenta à socialite Tinsley Mortimer.

## Produção
Embora creditados, Kelly Rutherford e Jessica Szohr não aparecem neste episódio.

### Locais de filmagem
A estréia da segunda temporada foi filmada principalmente em Hamptons e começou a ser filmada em meados de junho. A maioria do episódio foi filmado durante uma festa branca elaborada. A leitura de Jeremiah Harris e a cena em que Dan é revelado estar namorando duas garotas foram filmadas em uma livraria da Housing Works no SoHo, enquanto as cenas da Cooper's Beach com Chuck e Serena foram filmadas em Rockaway Beach.

### Figurinos
O figurinista de Gossip Girl, Eric Daman originalmente pretendia vestir Blake Lively em um colete masculino, mas em vez disso a vestiu com um icônico vestido grego junto com um capacete metálico depois que surgiram conflitos sobre a aparência do colete quando visto via câmera. Para a cena de um jantar no jardim, Daman vestiu Ed Westwick com um terno verde claro com tons de hortênsia e rosa repolho em sua camisa e gravata. Daman considerou a experiência como "[um] momento perfeito de direção de arte - ele realmente combinava com o cenário, e quando ele e Blair tiveram seu momento triste no jardim, foi uma sinfonia de verdes e flores. Um momento memorável em que figurinos e cenários funcionam perfeitamente para criar uma atmosfera visual". Durante uma entrevista à revista New York Magazine, Eric Daman cita as duas roupas em sua lista de onze looks favoritos da série.

## Alusões culturais
- Durante a leitura pública de Jeremiah Harris, ele recita uma passagem de Bright Lights Big City.[4]
- Blair compara um salva-vidas ao lenço de papel Kleenex.[2]
- Os filmes favoritos de Blair são Breakfast at Tiffany's, Roman Holiday e Funny Face, e ela odeia Charade.[2]
- Blair menciona James dando-lhe um colar Bulgari.[2][4]
- Blair revela que viajou para a França e pensou sombriamente sobre Chuck enquanto celebrava o Dia da Bastilha.[2]
- Chuck menciona ir a Lily Pond, um clube em Hamptons.[2]
- Jenny conhece Tinsley Mortimer.[2]
- Blair especula que Serena está assistindo The Closer enquanto Serena responde comendo em Della Femina.[4]
- Gossip Girl descreve The Hamptons como "Think Park Avenue, mas com as brancas de tênis e Bain de Soleil".[4]
- Dan é visto escrevendo no Moleskine.[4]
- Jenny descreve a exclusividade da festa branca mencionando como o artista Jack Johnson foi afastado da festa do ano passado.[4]

## Recepção

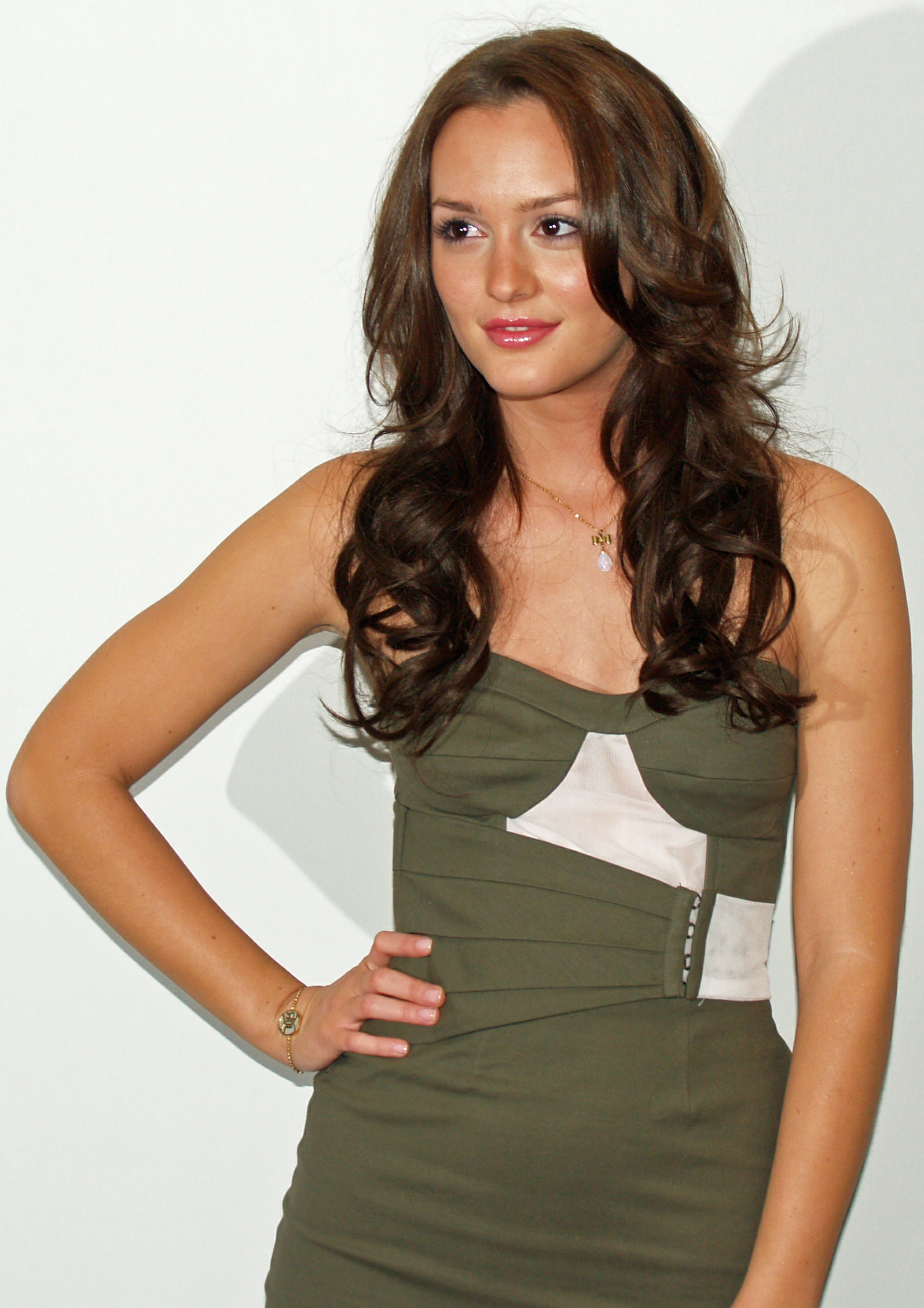
Leighton Meester (foto) recebeu elogios da crítica por seu desempenho neste episódio

"Summer, Kind of Wonderful" foi assistido por 3.43 milhões de espectadores, e recebeu críticas positivas dos críticos.
A maioria dos críticos elogiou Leighton Meester, Ed Westwick e a atriz convidada Mädchen Amick por suas atuações. Kona Gallagher, da Television Blend, gostou do "novo Chuck multidimensional" e considerou o episódio uma "estréia bem forte". Isabelle Carreau, da TV Squad, elogiou a atuação de Mädchen Amick no episódio, dizendo que ela "foi uma boa escolha para interpretar Catherine", e comparou Chuck Bass com Christian Troy, um cirurgião plástico, interpretado por Julian McMahon em Nip/Tuck informando "ele é um homem de mulheres que gosta da ideia de estar com alguém mas não pode cometer". Jacob, da Television Without Pity, elogiou o enredo de Nate e as atuações de Mädchen Amick no episódio. Michelle Graham da Film School Rejects elogiou o enredo do Nate, chamando-o de "uma bênção para ele como seu personagem sempre foi um dos menos interessantes". Graham ficou surpreso com a transformação de Dan Humphrey e comparou os hábitos de namoro de seu personagem com Chuck Bass, acrescentando ainda que a mudança "adicionando ainda mais que a mudança "é uma maneira agradável de dar forma a um goody goody de outra maneira. Espero que ele não reverter para [este] tipo com o seu reencontro com Serena." Espero que ele não volte a esse tipo com a sua reunião com Serena. "Graham tinha grandes esperanças para a estréia e considerou o episódio um" bom começo de temporada, com muitos tópicos para tecer um novo enredo, mas infelizmente nenhum alguns deles são tão escandalosos quanto os do ano passado... No entanto, "Sobre o personagem de Jenny, Graham considerou seu enredo" previsível e aborrecido, mas definitivamente há algo de agradável em ver seu chefe ser insultado por um modelo famoso." BuzzSugar elogiou a forma como as histórias foram "arrumada" tão rápido.
Em contraste com as críticas positivas, Amber Charleville do Firefox News considerou que "apesar do novo local e da voz sempre explosiva de Gossip Girl", ela descobriu que "a maioria dos personagens estava à altura de seus truques", mas elogiou as performances de Blake Lively, dizendo que ela sabe que Serena não é perfeita", mas ela tenta ser uma boa pessoa". Ainda mais elogios foi a Leighton Meester e Ed Westwick's performances como Blair Waldorf e Chuck Bass tinha "sozinho salvou o episódio de total ruína".